# Słowacja na Letnich Igrzyskach Olimpijskich 2000
Słowację na Letnich Igrzyskach Olimpijskich 2000 reprezentowało 108 zawodników, 81 mężczyzn i 27 kobiet.

## Zdobyte medale
| Medal  | Zawodnik                              | Dyscyplina  | Konkurencja             |
| ------ | ------------------------------------- | ----------- | ----------------------- |
| Złoto  | Pavol Hochschorner Peter Hochschorner | Kajakarstwo | C-2 slalom              |
| Srebro | Martina Moravcová                     | Pływanie    | 200 m stylem dowolnym   |
| Srebro | Martina Moravcová                     | Pływanie    | 100 m stylem motylkowym |
| Srebro | Michal Martikán                       | Kajakarstwo | C-1 slalom              |
| Brąz   | Juraj Minčík                          | Kajakarstwo | C-1 slalom              |